# WARP (monobrightの曲)
「WARP」（ワープ）は、monobrightの3枚目のシングル。2008年1月30日発売。発売元はDefstar Records Inc.。
キャッチコピーは、「疾風怒涛。時代の風雲児monobrightが時空を飛び越える2008年第一章。」

## 解説
- 前作より約5ヶ月ぶりのリリース。
- 4曲目のライブダイジェスト以外の収録曲は桃野が上京してから作った曲の中から選考された。

## 収録曲
1. WARP (3:40)
（作詞・作曲：桃野陽介　編曲：monobright）
日本テレビ系『音楽戦士 MUSIC FIGHTER』2008年1月度エンディングテーマ
桃野が上京後に制作したという、ライヴ映えのするエモーショナルなロック・チューン。
PV監督は山口保幸
2. 週末アンセム (4:04)
（作詞・作曲：桃野陽介　編曲：monobright）
テレビ朝日系『さまぁ〜ず×さまぁ〜ず』エンディングテーマ
3. 目下の少年 (2:49)
（作詞・作曲：桃野陽介　編曲：monobright）
4. LIVE DIGEST RECORDINGS at SHIMOKITAZAWA CLUB251 (8:06)
（作詞・作曲：桃野陽介　編曲：monobright）
下北沢のCLUB251で1年前と同じ場所で演奏をする機会を得て、その進化した姿を記憶にとどめたいと言うことから収録が決まった。